# Lauso (bispo)
Lauso foi um prelado da igreja católica do século VII, bispo da Diocese de Viseu e presente no Quarto Concílio de Toledo. Este Concílio, tratou de diversos assuntos disciplinares, decretou uma liturgia uniforme a ser adotada por todo o reino Visigótico, e tomou medidas duras contra os judeus convertidos que voltavam à sua fé original.